# 佛山沙堤機場
佛山沙堤機場（简称“佛山机场”、“沙堤机场”）是中國廣東省佛山市的一座军民合用机场。机场始建于1954年，1985年起开通民航，由中國聯合航空和东航集团投资建设并独家營運，期间曾停止民航服务改为军用机场，后恢复民航。机场飞行区等级为4C。

## 历史

### 开办民航

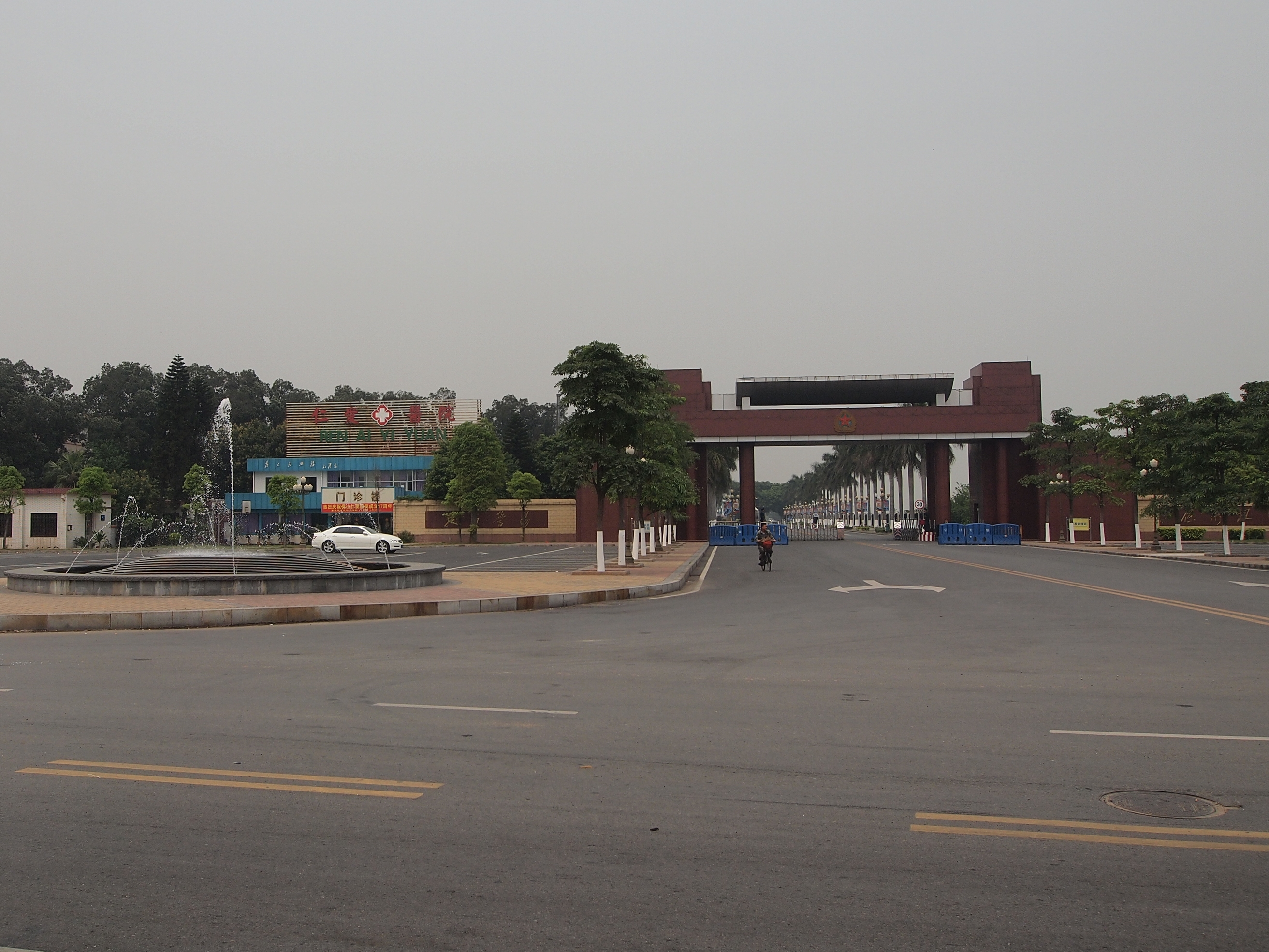
佛山机场军用部分入口

1953年，中共佛山市委组织3,500名村民协助空军修建佛山沙堤机场。1954年，佛山沙堤机场落成，为军用机场。
1987年1月21日，首架民航飞机在佛山沙堤机场试航。1988年，佛山沙堤机场正式开通民航服务，并成立中国联合航空有限公司佛山分公司。
2002年10月31日24时起，佛山沙堤机场停止民航服务，机场更改为军用机场。
为了缓解广州白云国际机场空域资源紧张造成的供需矛盾，2009年11月18日，佛山沙堤机场重新开通民航服务，机场经过改建装修成为4C级军民两用国内支线机场。
2017年10月19日，沙堤机场再次暂停民航航线，此后进行了多项设施整修工作；2018年10月12日重新开放。
2019冠状病毒病疫情期间，沙堤机场多次因疫情防控措施影响而暂停民航服务。2020年疫情爆发初期，机场于2月17日至3月3日暂停开放。2021年本土疫情期间，机场于6月12日至7月5日再次暂停运营。
2023年，机场年旅客吞吐量突破100万人次。

### 航站楼改造

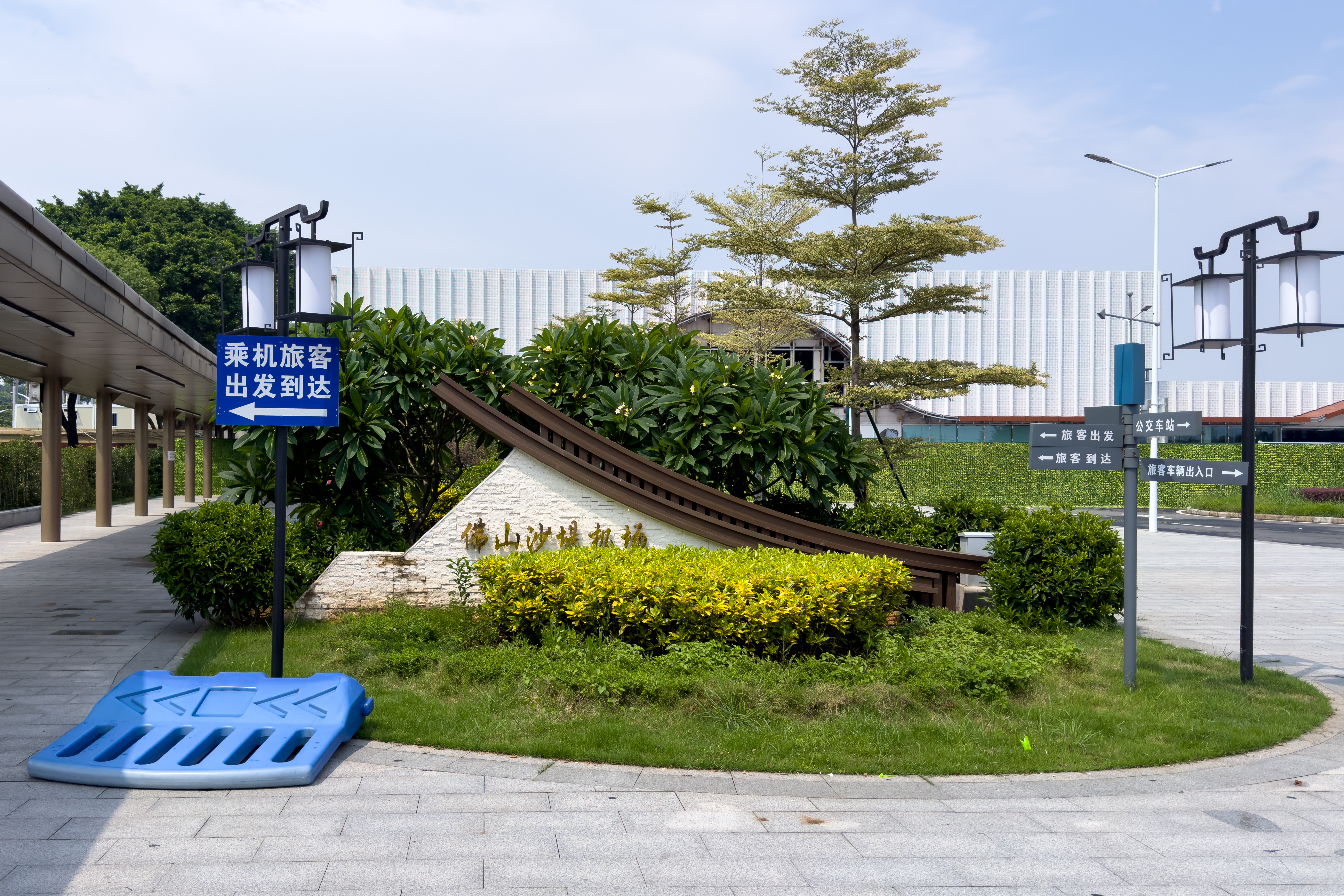
改造后的佛山沙堤机场广场，背后为新建的航站楼

由于沙堤机场属于军民合用机场，机场建设受到限制，其简陋的设施条件长期受到大众讨论。2022年末，机场对前广场进行了翻新。
为满足机场搬迁至高明前不断扩大的客流需求，机场决定对航站楼改扩建。沙堤机场新航站楼占地面积8,060平方米，总建筑面积11,395平方米，按照可满足目标年2028年旅客吞吐量260万人次使用需求进行设计。作为过渡性的航站楼，其采用模块化建设，具备二次拆除、组装的能力，号称全球首个模块化航站楼。2023年12月，原候机大厅开始拆除。新航站楼于2024年2月动工建设，同年5月封顶。
2024年12月26日，新航站楼正式投入使用。

## 航點
沙堤机场所有民航航线均由具空军背景的中国联合航空执飞。2025年度夏秋航班计划（3月30日至10月25日），机场运营航线17条，通航城市14个。
| 航空公司           | 目的地 |
| ------------------ | --- |
| 中国联合航空（KN） | 北京（大兴）、上海（浦东、虹桥）、杭州、成都（天府）、宁波、昆明、兰州、淮安、石家庄、阜阳、鄂尔多斯、温州、台州、舟山 |

## 交通

### 公路
- 經 广佛高速公路、 佛山大道連接 机场路
- 桂丹路
- 禅西大道

### 公共交通
| 巴士 \| 编号 \| 编号 \| 线路 \| 线路 \| 线路 \| 收费 \| 运营商 \| 备注 \| \| ---- \| ------ \| ---------------- \| ---- \| ---------------- \| ---- \| -------- \| ------------------ \| \| \| 100 \| 佛山西站 \| ⇆ \| 惠云园公交首末站 \| 2元 \| 粤运六分 \| \| \| \| 116 \| 新三中公交枢纽站 \| ⇆ \| 十八亩 \| 2元 \| 粤运四分 \| \| \| \| 桂31 \| 南海公交总站 \| ⇆ \| 下柏村 \| 2元 \| 佛广桂城 \| \| \| \| 南高31 \| 乐城公园 \| ⇆ \| 芦塘新村 \| 2元 \| 佛汽南海 \| 部分班次绕经丰岗村 \| 地鐵（孝德东站） - 佛山地铁3号线 |        |                  |      |                  |      |          |                    |
| 编号 | 编号   | 线路             | 线路 | 线路             | 收费 | 运营商   | 备注               |
| | 100    | 佛山西站         | ⇆    | 惠云园公交首末站 | 2元  | 粤运六分 |                    |
| | 116    | 新三中公交枢纽站 | ⇆    | 十八亩           | 2元  | 粤运四分 |                    |
| | 桂31   | 南海公交总站     | ⇆    | 下柏村           | 2元  | 佛广桂城 |                    |
| | 南高31 | 乐城公园         | ⇆    | 芦塘新村         | 2元  | 佛汽南海 | 部分班次绕经丰岗村 |

## 未来发展
受现时沙堤机场的局限性，佛山市提出新建佛山机场，并打造新佛山机场成为“广州第二机场”。2024年，位于高明区更合镇与肇庆市高要区蛟塘镇交界处的珠三角枢纽（广州）新机场获批立项，即将动工建设。